# Der Gott des Gemetzels (Film)
Der Gott des Gemetzels (Originaltitel: Carnage, englisch für „Gemetzel“) ist eine Schwarze Komödie von Roman Polański aus dem Jahr 2011. Der Film basiert auf dem preisgekrönten Theaterstück Der Gott des Gemetzels der französischen Dramatikerin Yasmina Reza. Jodie Foster, Kate Winslet, Christoph Waltz und John C. Reilly spielen die Elternpaare, deren Aussprache ins Gegenteil umschlägt.

## Handlung
Der Film folgt in der Art eines Kammerspiels zwei Elternpaaren, den Cowans und den Longstreets, die sich zum Gespräch zusammengefunden haben, um eine Handgreiflichkeit zwischen ihren Kindern friedlich beizulegen. Die Handlung spielt größtenteils im Wohnzimmer der Longstreets, mit kurzen Ausflügen in Hausflur, Küche und Bad. Mehrmals entschließen sich die Cowans zum Gehen, doch die Gruppe zieht sich immer wieder in die Longstreet-Wohnung zurück.
Prolog: Die erste Einstellung zeigt eine Gruppe von Kindern im Brooklyn Bridge Park. Es kommt zu einer Auseinandersetzung, bei der ein Junge isoliert wird und dann einem anderen Kind einen Ast ins Gesicht schlägt. Diese gesamte Szene wird in einer einzigen statischen Kameraeinstellung ohne Schnitt und ohne Live-Ton gezeigt, lediglich instrumentale Musik ist zu hören, deren Intensität sich allmählich steigert.
Schnitt: Penelope Longstreet, die Mutter von Ethan, dem von Zachary Cowan zwei Schneidezähne abgebrochen wurden, hält den Vorfall schriftlich am Computer fest. Ihr Mann Michael sowie das gegnerische Elternpaar Nancy und Alan Cowan schauen ihr über die Schulter. Man hat sich getroffen, um die Angelegenheit zu bereinigen, doch bald beginnt ein Disput um einzelne Worte, über den genauen Tathergang und um die Bedeutung der Attacke Zacharys auf Ethan. Als Geste dafür, dass der Konflikt ihrer Kinder nicht auch das Verhältnis der Eltern prägen soll, bieten die Longstreets den Cowans Kaffee und selbstgebackenes Apfel-Birnen-Cobbler an und bitten sie zu bleiben, um sich kennenzulernen und das Geschehene aufzuarbeiten. Doch schon bald führen die vollkommen unterschiedlichen Charaktere der vier Personen sowie ihre individuellen Sichtweisen auf das fragliche Geschehen zu handfesten Auseinandersetzungen.
Nancy Cowan ist Anlageberaterin und wirkt auch dann noch professionell-freundlich, wenn sie vollkommen angewidert ist. Ihr Mann Alan ist Rechtsanwalt und versucht aktuell für einen Pharmakonzern die Wogen über bekannt gewordene Nebenwirkungen eines erfolgreichen Medikaments zu glätten, was ihn weitaus mehr beschäftigt als der Anlass des Treffens. Obwohl er streckenweise als der vernünftigste Charakter wirkt, behandelt er die anderen drei meist mit sarkastischer Herablassung. Penelope Longstreet arbeitet im Buchhandel, interessiert sich für Kunst und ist Koautorin eines Buchs über Afrika, ihr Mann Michael verkauft Haushaltswaren an der Haustür. 
Bald brechen Konflikte der beiden Ehepaare auf und es werden Abneigungen gegenüber dem jeweils anderen Paar, aber auch der Partner untereinander deutlich, so dass sich im Laufe des Gesprächs immer wieder wechselnde Allianzen bilden. So sympathisieren die beiden Männer spontan miteinander, als sie entdecken, dass sie sich beide als Jungen ebenfalls prügelten und Ivanhoe als Vorbild hatten. Penelope ist entsetzt zu erfahren, dass ihr Sohn Anführer einer Bande ist, die Zachary den Beitritt verweigert hat. Immer wieder wird das Gespräch dadurch unterbrochen, dass Alans Handy klingelt; außerdem wird Michael Longstreet mehrfach von seiner Mutter angerufen, die sich in einem Krankenhaus befindet, wobei er erfährt, dass sie genau das Medikament einnimmt, um das es in Alans Beschwichtigungsversuchen geht.
Im Laufe der Auseinandersetzungen stellt sich heraus, dass Penelope davon überzeugt ist, dass eine Zivilisation nur funktionieren kann, wenn sich darin alle an einen Kanon strikter Regeln halten. Dass Zachary diese Regeln übertreten hat, macht ihn in ihren Augen zu einem Kriminellen, der streng bestraft gehört. Michael scheint zunächst freundlich und um Versöhnung bemüht zu sein, entpuppt sich aber schließlich als nihilistisches Ekel – er hat am Vortag aus purer Abneigung den Hamster seiner neunjährigen Tochter im Park ausgesetzt, worüber Nancy entsetzt ist. Michael scheint alles in seinem Leben gleichgültig zu sein, seine Familie empfindet er nur als Last. Darin ähnelt er Alan, dem sein Beruf wichtiger ist als die Familie, so dass Nancy ihren Sohn praktisch allein erzieht.
Alans zynische Bemerkungen schlagen Nancy derart auf den Magen, dass sie sich im Wohnzimmer heftig erbricht und dabei Penelopes auf dem Wohnzimmertisch liegenden Kunstkatalog sowie Alans Hose verunreinigt. Penelope versucht zusammen mit Michael, einige der Bildbände mit einem Handföhn zu trocknen und gleichzeitig mit einem Parfüm den Geruch des Erbrochenen zu übertünchen. Nach diesem Vorfall bietet Michael Whisky an.
Enthemmt vom Alkohol, an dem sich die Frauen noch reichlicher bedienen als die Männer, kommt es zu immer heftigeren Beschuldigungen und überzogenen Wutausbrüchen. Penelope verrät ihre eigenen Überzeugungen und greift Michael tätlich an, tut also genau das, was sie Zachary vorwirft. Nancy, am Ende ihrer Nerven und deutlich alkoholisiert, versenkt das Handy ihres Mannes in der gefüllten Blumenvase, später wirft Penelope Nancys Handtasche durch das Wohnzimmer, am Schluss zerschlägt Nancy zu Penelopes Entsetzen auch die eigens gekauften Tulpen. Dann wird es einen Moment still, bis Alans Handy erneut zu klingeln beginnt. Damit endet der Film.
Im Epilog sieht man auf der Wiese im Brooklyn Bridge Park zunächst auf einem Rasen einen Hamster, der sich offenbar wohlfühlt. Dann schwenkt die Kamera nach oben, und man sieht die beiden Jungen aus der Anfangsszene beim friedlichen gemeinsamen Spiel.

## Hintergrund
Obwohl der Film in Brooklyn spielt, wurde er in Paris gedreht, da gegen Regisseur Polański in den Vereinigten Staaten ein Haftbefehl vorlag. Der Film lief im Wettbewerb der 68. Filmfestspiele in Venedig. Außer den vier Hauptdarstellern sind noch Roman Polanskis Sohn Elvis Polanski als Zachary Cowan und Eliot Berger als Ethan Longstreet zu sehen. Allerdings sieht man sie nur von Weitem – einmal in der Anfangs- und einmal in der Schlussszene.
Der Titel entstammt direkt einer Äußerung Alans im Film: „Ich glaube an den Gott des Gemetzels“, womit er Penelopes idealistischen Vorstellungen von der Möglichkeit gewaltfreien Zusammenlebens seine Überzeugung entgegenstellt, die Neigung zu Kampf und gewalttätigem Handeln sei in der menschlichen Natur fest verwurzelt und jedes geltende Rechtssystem, auch das von Penelope vertretene, habe sich nur aus Gewaltstrukturen heraus entwickelt.

## Synchronisation
Die deutsche Synchronfassung entstand nach einem Dialogbuch und unter der Dialogregie von Christoph Cierpka.
| Rolle               | Darsteller      | Synchronsprecher   |
| ------------------- | --------------- | ------------------ |
| Penelope Longstreet | Jodie Foster    | Hansi Jochmann     |
| Nancy Cowan         | Kate Winslet    | Ulrike Stürzbecher |
| Alan Cowan          | Christoph Waltz | Christoph Waltz    |
| Michael Longstreet  | John C. Reilly  | Jacques Breuer     |

## Kritik
„‚Gott des Gemetzels‘ bietet ein Dialogfeuerwerk voller satirischer Pointen und humoristischer Highlights, das kaum Pausen zum Atmen lässt. Diese erzählerische Dichte behält auch Polanski in seinem nur 79 Minuten langen Film bei. Was als vernünftiges Gespräch unter Elternpaaren beginnt, wird so fast unausweichlich zu einem Streit voller Vorwürfe, Besserwisserei und schließlich Beleidigungen. Die vier sehr verschiedenen Protagonisten – von der Weltverbesserin, die glaubt, alle anderen erziehen zu müssen, bis zum zynischen Anwalt – lassen nach und nach ihre Masken und Hemmungen fallen, um wie Kinder auszuteilen, ohne einstecken zu können. Die Gesellschaftssatire mag nicht gerade subtil ausfallen, aber gerade die Zuspitzung macht sie zu einem köstlichen Vergnügen: Hinter der Fassade des zivilisierten Bürgertums stecken auch nur eitle, unreife Menschen, die mit Stöcken aufeinander losgehen würden, wenn sie Regeln und Normen nicht daran hindern würden.“

„Gleich mehrmals öffnet sich der Boden unter den Figuren, der Hass droht sie zu verschlingen, dann springen sie zurück und bedecken den Abgrund mit einem provisorischen Boden: Small Talk, Schmeichelei, einem Seien-wir-doch-vernünftig! Jedoch, schon ein paar Minuten später tut sich der Abgrund wieder auf, ein Zimmervulkan der verdrängten Wut offenbart sich, es ist der Gott des Gemetzels, der Hass zwischen uns allen. Es ist die pure Mechanik, und sie können nichts dagegen tun, es ist stärker als sie. Das Zwanghafte, es sitzt in den Augenfalten von Jodie Foster, im gemütlichen Gesichtsfett von John C. Reilly, im Grinsen von Christoph Waltz, in der bodenlosen Nervosität von Kate Winslet. Wenn man davon redet, dass hier ein Turnier unter Großmeistern stattfindet, dann muss man auch sagen, wer es gewinnt. Es ist der Europäer Christoph Waltz, dessen ergebenes Höflichkeitsgrinsen die Errungenschaft einer offenbar untergehenden Zivilisation ist: ein elastisches, überdehntes, an die Grenzen des Möglichen gehendes Friedenssignal, unter welchem die Mundwinkel und das ganze Waltz-Gesicht zu zerreißen drohen, ein Lächeln, welches an einen überspannten Bogen erinnert: die größte Wut, in einen Habitus umgeschlagen – nach innen gestülpter, konkaver Hass sozusagen.“

## Auszeichnungen
Golden Globe Award
- Beste Komödien- bzw. Musical-Darstellerin – Jodie Foster (nominiert)
- Beste Komödien- bzw. Musical-Darstellerin – Kate Winslet (nominiert)

Satellite Award
- Beste Nebendarstellerin – Kate Winslet (nominiert)
- Bester Nebendarsteller – Christoph Waltz (nominiert)

Europäischer Filmpreis
- Beste Darstellerin – Kate Winslet (nominiert)
- Bester europäischer Drehbuchautor – Roman Polanski und Yasmina Reza (nominiert)

Goya
- Bester europäischer Film – Roman Polanski (nominiert)

César
- Bestes adaptiertes Drehbuch – Roman Polanski und Yasmina Reza (nominiert)

Cinema Writers of Spain
- Bestes adaptiertes Drehbuch – Roman Polanski, Yasmina Reza (nominiert)

Boston Society of Film Critics Award für das beste Schauspielerensemble
- Kate Winslet, Jodie Foster, Christoph Waltz und John C. Reilly

San Diego Film Critics Society Awards
- Bestes Ensemble Kate Winslet, Jodie Foster, Christoph Waltz und John C. Reilly (nominiert)

Filmfestspiele von Venedig
- Nominiert – Goldener Löwe
- Gewonnen – Kleiner Goldener Löwe

Círculo de Escritores Cinematográficos
- Bestes Drehbuch – Roman Polanski